# Mensanello
Mensanello è una frazione del comune italiano di Colle di Val d'Elsa, nella provincia di Siena, in Toscana.

## Geografia fisica
Come la località di Lano, poco distante, sorge sulla variante che collega la strada Maremmana alla provinciale per Casole d'Elsa. Nelle vicinanze scorre il borro degli Strulli, che con le sue acque alimenta il fiume Elsa.

## Storia
Ha origini molto antiche, tanto che la sua chiesetta, dedicata a Santa Maria, è ricordata in documenti risalenti al 972.

## Monumenti e luoghi d'interesse

### Architetture religiose
La chiesa di Santa Maria Assunta, sorta sul posto dell'antica Santa Maria, è un'opera del XIX secolo di Antonio Salvetti.
Spostandosi in direzione di Casole d'Elsa, prima di giungere a Lano, si trova la località di Santinovo, con la chiesetta di San Giusto.

### Architetture civili
A Mensanello si trova la rinascimentale Villa Sabolini.
La famiglia Sabolini era molto importante a Colle di Val d'Elsa nel XV e XVI secolo. L'arciprete Amerigo Sabolini, che aveva destinato parte delle sue rendite alla realizzazione della nuova cattedrale di Colle, dopo l'elevazione a diocesi della città e la nomina a vescovo del rivale Usimbardo Usimbardi si ritirò infatti a Mensanello. La villa, con le terre e tutte le pertinenze, sarà poi donata alla diocesi di Siena che vi realizzerà un seminario. Durante la Seconda guerra mondiale, al fine di proteggerle, il Museo dell'Opera del Duomo di Siena vi farà trasferire molte opere d'arte tra cui la celebre Maestà di Duccio di Buoninsegna. La villa è destinata a struttura ricettiva.

### Infrastrutture e trasporti
Poco distante dal borgo, verso il Pian dell'Olmino è ubicata l'Aviosuperficie Mensanello per piccoli aerei da turismo con una scuola di volo.

## Galleria d'immagini

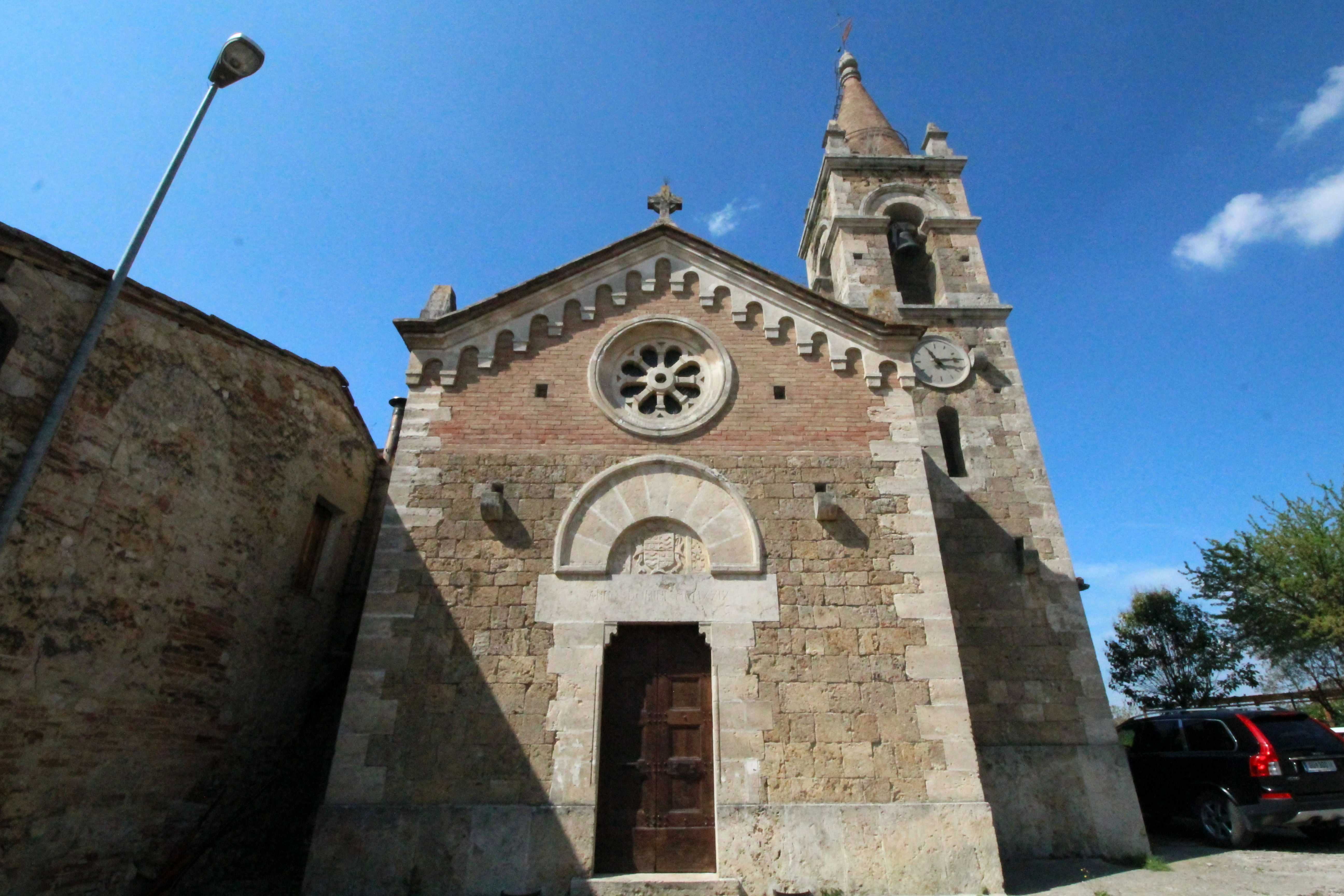
La chiesa di Santa Maria Assunta
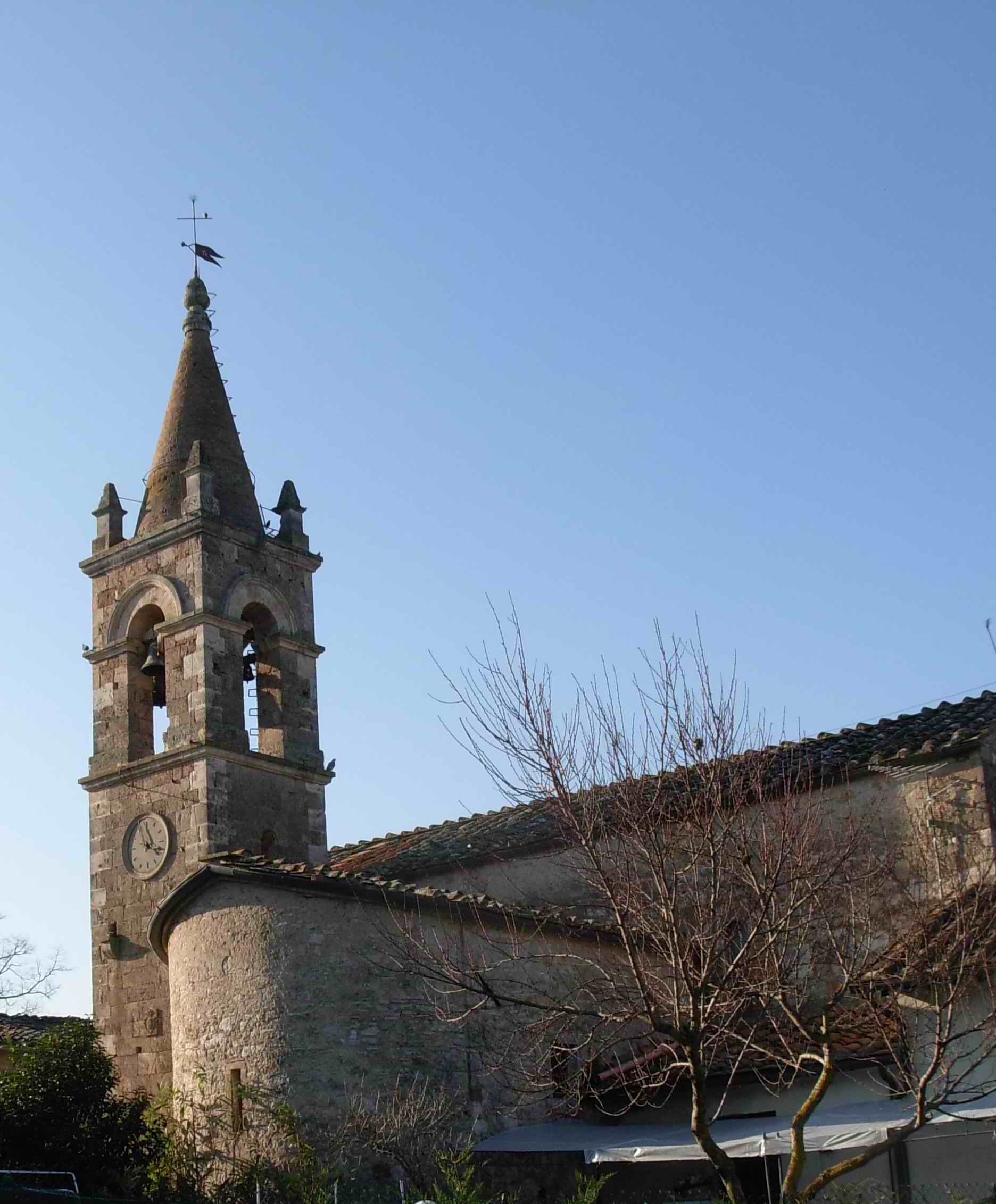
Il retro della Chiesa
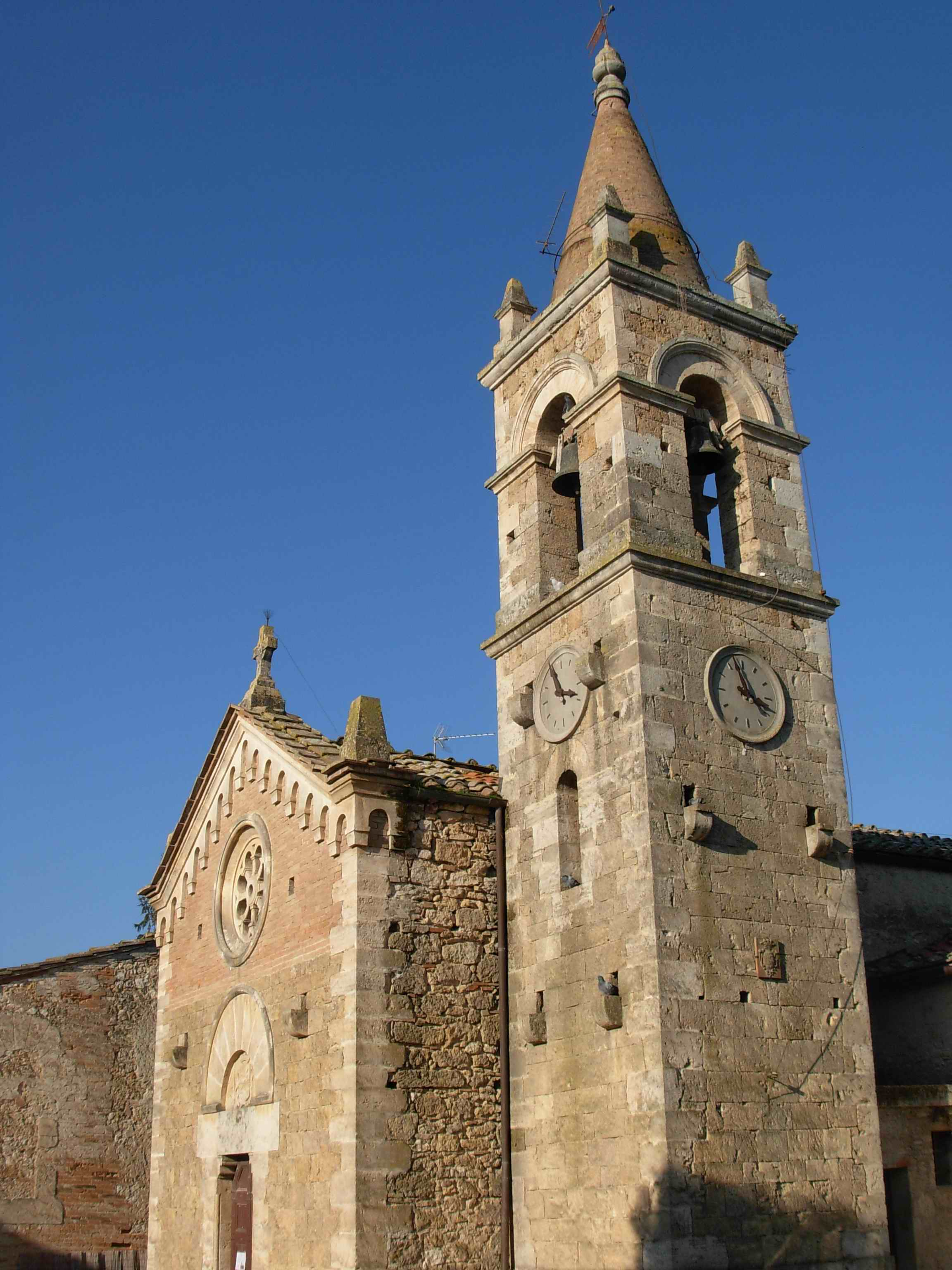
Facciata e campanile
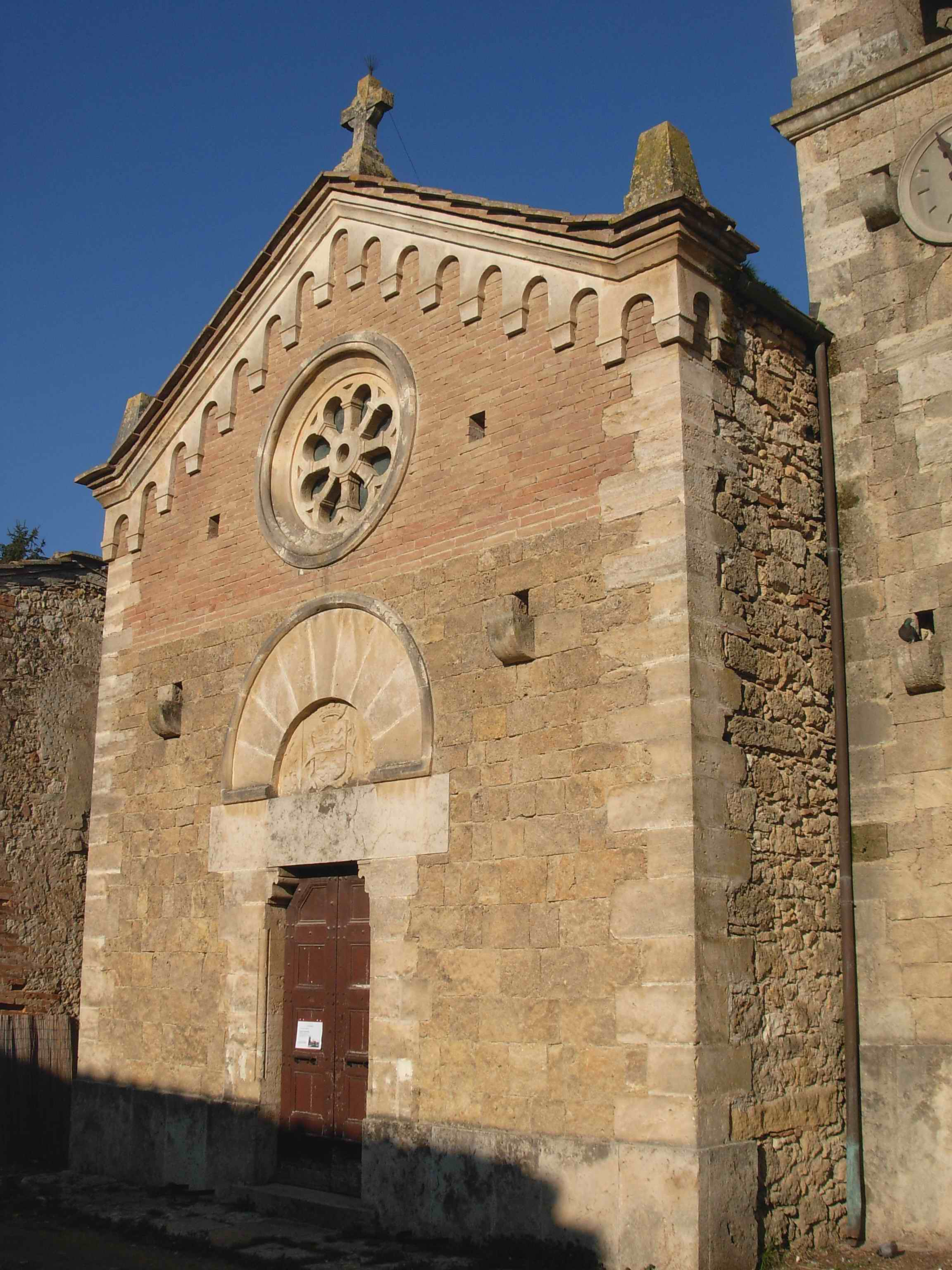
La facciata della Chiesa